# 2012-es HP Open
A 2012-es HP Open női tenisztornát Oszakában rendezték meg 2012. október 8. és 14. között. A verseny International kategóriájú volt. A mérkőzéseket kemény borítású pályákon játszották, 2012-ben negyedik alkalommal.

## Győztesek
Az egyéni viadalt a brit Heather Watson nyerte meg, miután a 3 óra 11 perces döntőben 7–5, 5–7, 7–6(4)-ra legyőzte a tajvani Csang Kaj-csent. Mindkét játékosnak ez volt az első egyéni fináléja, korábban legfeljebb negyeddöntőig jutottak. Watson 1988 után az első brit női játékos lett, aki egyéniben WTA-tornát tudott nyerni, akkor Sara Gomer diadalmaskodott az angliai Aptonban, négy évvel azt megelőzően, hogy Watson megszületett.
A párosok versenyét az első kiemelt Raquel Kops-Jones–Abigail Spears-kettős nyerte meg, a 65 percig tartó döntőben 6–1, 6–4-re legyőzve a japán Krumm Date Kimikót és az egyéniben diadalmaskodó Heather Watsont. A két amerikai játékos hatodik közös WTA-címét szerezte meg, a szezon során – Carslbad, Szöul és Tokió után – a negyediket.

## Döntők

### Egyéni
Heather Watson –  Csang Kaj-csen 7–5, 5–7, 7–6(4)

### Páros
Raquel Kops-Jones /  Abigail Spears –  Date Kimiko /  Heather Watson 6–1, 6–4

## Világranglistapontok
| Eredmény           | Egyéni | Páros |
| ------------------ | ------ | ----- |
| Győzelem           | 280    | 280   |
| Döntő              | 200    | 200   |
| Elődöntő           | 130    | 130   |
| Negyeddöntő        | 70     | 70    |
| 16 között          | 30     | 1     |
| 32 között          | 1      | –     |
| Főtáblára jutás    | 16     | –     |
| Selejtező (döntő)  | 10     | –     |
| Selejtező (2. kör) | 6      | –     |
| Selejtező (1. kör) | 1      | –     |

## Pénzdíjazás
A torna összdíjazása a többi International versenyhez hasonlóan 220 000 amerikai dollár volt. Az egyéni bajnok 37 000 dollárt, a győztes páros együttesen 11 000 dollárt kapott.
| Eredmény           | Egyéni   | Páros    |
| ------------------ | -------- | -------- |
| Győzelem           | 37 000 $ | 11 000 $ |
| Döntő              | 19 000 $ | 5750 $   |
| Elődöntő           | 10 200 $ | 3100 $   |
| Negyeddöntő        | 5340 $   | 1650 $   |
| 16 között          | 2950 $   | 860 $    |
| 32 között          | 1725 $   | –        |
| Selejtező (döntő)  | 860 $    | –        |
| Selejtező (2. kör) | 460 $    | –        |
| Selejtező (1. kör) | 265 $    | –        |